# Silvio Antoniano
Silvio Antoniani (* 31. Dezember 1540 in Rom; † 16. August 1603 ebendort) war Musiker, Kirchenjurist, Bildungsautor, Priester und Kardinal der Römischen Kirche, der den größten Teil seiner Karriere in der römischen Kurie verbrachte.

## Biografie
Als Sohn eines armen Wollhändlers zog sein Talent mit der Lyra schon in jungen Jahren die Aufmerksamkeit vieler Mäzene auf sich und führte indirekt zu seiner Karriere in der Kirche.
Kardinal Otto Truchsess von Waldburg finanzierte seine Ausbildung bereits in jungen Jahren. Papst Julius III. stellte Antoniani Unterkunft und Verpflegung im Apostolischen Palast zur Verfügung. Er traf Ercole II. d’Este, Herzog von Ferrara, der sein Studium an der Universität Ferrara förderte, wo Antoniani 1556 in Zivil- und Kirchenrecht promovierte und Professor für klassische Literatur war.
Nach dem Tod des Herzogs von Ferrara kehrte er nach Rom zurück. Von Papst Pius IV. erhielt er 1563 den Lehrstuhl für Belles Lettres an der Universität La Sapienza, eine Position, in der er mit Karl Borromäus zusammenarbeitete, der ihn zu seinem persönlichen Sekretär machte. 1566 legte er den Lehrstuhl nieder, nahm das Theologiestudium unter der Leitung des heiligen Philipp Neri auf und wurde am 12. Juni 1568 zum Priester geweiht.
Papst Pius V. ernannte ihn zum Sekretär des Kardinalskollegiums, ein Amt, das er 24 Jahre lang innehatte. Papst Sixtus V. ernannte ihn zum Sekretär der Kongregation der Bischöfe und Ordensleute. Clemens VIII. ernannte ihn 1593 zum Sekretär der Päpstlichen Schriften. Antoniano war auch Meister der Päpstlichen Kammer und Kanoniker des Petersdoms.
Papst Clemens VIII. erhob ihn am 3. März 1599 zum Kardinalat und ernannte ihn darauf Kardinalpriester von San Salvatore in Lauro. Er war bei der Annahme der Union von Brest anwesend, und zwei seiner Schriften sind auf der Nord- und Südseite des Sockels des vatikanischen Obelisken auf dem Petersplatz eingraviert. Kardinal Silvio Antoniani starb 1603 in Rom und ist in Santa Maria in Vallicella beigesetzt.

## Arbeiten
Mit dem Aufkommen des Renaissance-Humanismus im späten 16. Jahrhundert widmete sich Antoniano dem Studium der Bildungsprobleme und verfasste auf Anregung des heiligen Karl Borromäus sein Hauptwerk über die christliche Erziehung der Kinder (Tre libri dell’ educazione cristiana de’ figliuoli, Verona, 1584). Sein Werk wurde in mehreren Ausgaben in italienischer Sprache veröffentlicht und von Guignard ins Französische (Troyes, 1856; Paris, 1873) und von Kunz ins Deutsche (Freiburg, 1888) übersetzt. Die anderen Schriften Antonianos, von denen viele nicht veröffentlicht wurden, befassen sich mit literarischen, historischen und liturgischen Themen.
Er war einer der Verfasser des römischen Katechismus und Mitglied der von Clemens VIII. mit der Revision des Breviers beauftragten Kommission.
Antoniano war einer der fünf Gelehrten, denen Torquato Tasso im Jahr 1575 sein Werk Gerusalemme liberata unterbreitete.